# Hans Altermann
Hans Altermann (* 30. Dezember 1925 in Dresden; † 27. Dezember 1995) war ein deutscher Politiker der DVU und Mitglied der Bremischen Bürgerschaft von 1987 bis 1995.

## Leben
Altermann wurde in Dresden geboren. Im Zweiten Weltkrieg leistete er freiwillig Kriegsdienst im U-Boot und geriet in sowjetische Kriegsgefangenschaft. Sein Vater wurde als Deserteur hingerichtet. Später war Altermann als Heizer und Schiffsingenieur tätig. 1983 ging er in den Ruhestand.
Altermann starb am 27. Dezember 1995, drei Tage vor seinem 70. Geburtstag, an den Folgen von Krebs.

## Wirken
Bis Mitte der 1980er Jahr war Altermann Mitglied der SPD. Nach dem Wechsel in die DVU im Mai 1987 wurde er für die Bürgerschaftswahl 1987 als Spitzenkandidat für Bremerhaven aufgestellt. Nach der Wahl zog er als einziger Vertreter der DVU in die Bremische Bürgerschaft ein. Als Reaktion wurde Altermann vom Bürgermeister Klaus Wedemeier ein Hausverbot für das Rathaus erteilt, das jedoch am 21. November 1989 vom Oberverwaltungsgericht Bremen aufgehoben wurde.
1991 wurde Altermann wieder in die Bürgerschaft gewählt. Die DVU gewann insgesamt sechs Mandate und erreichte damit Fraktionsstatus. Altermann verließ am 18. Oktober 1991 nach der konstituierenden Sitzung der Bürgerschaft die Partei, da Gerhard Frey ihm nicht den von ihm erhofften Fraktionsvorsitz zusprach, und wechselte zur Deutschen Liga für Volk und Heimat. Im Februar 1993 gründete er die National-Konservative Gruppe, der sich zwei weitere Bremer DVU-Abgeordnete anschlossen. Im Juli 1993 trat Altermann wieder aus der Deutschen Liga aus, und auch die National-Konservative Gruppe zerbrach vor den nächsten Wahlen 1995.